# Kiwi amarillo
El kiwi amarillo o kiwi dorado (nc. Kiwi Gold) es una variedad del kiwi desarrollada por la empresa Zespri International Ltd. El kiwi amarillo es una especie diferente (Actinidia chinensis) pero del mismo género que la verde (Actinidia deliciosa).

## Historia
En 1977 unos agrónomos neozelandeses de Zespri transportaron semillas de A. chinensis desde China hasta la Bahía de Plenty, en Nueva Zelanda, donde desde hacía años se llevaba cultivando el kiwi verde. Tras un proceso de selección, en 1992 se consiguió una cepa que tenía la pulpa amarilla y dulce. Fue denominada como Hort-16A.

### Comercialización
En 1998, Zespri introdujo el kiwi amarillo en el mercado japonés, y en el año 2000 en Europa.

## Propiedades
En cuanto a propiedades organolépticas, el kiwi amarillo tiene una textura menos dura, y su piel más fina, lisa y menos áspera que la del kiwi verde. Evidentemente, el color también es una diferencia visual, y su sabor es marcadamente más dulce que el kiwi verde. 
En cuanto a tamaño y peso, no muestra diferencias significativas (entre los 5 y los 8 cm de largo).

## Agronomía
El cultivo de la variedad amarilla está menos extendido debido en parte a su alta susceptibilidad a la bacteriosis, en especial al chancro (también conocido como PSA). El primer cultivar de kiwi dorado, Hort16A, que se comercializa internacionalmente como ZespriGold, sufrió pérdidas significativas en Nueva Zelanda entre 2010 y 2013 debido a un brote de PSA. En 2012, casi la mitad del kiwi amarillo neozelandés se perdió, por ello Zespri desarrolló una nueva variedad, la SunGold. Se descubrió una nueva variedad llamada Zesy002, la cual era resistente al PSA.

### Cultivares
Algunas variedades de kiwi amarillo son:
- AC1536 o Dori, Desarrollada por el Consorcio Dori Europe en Italia. Variedad super temprana, altamente productiva y de un amarillo intenso.
- A-19 o Enza Gold, la variedad más parecida al kiwi verde, tanto en acidez como en apariencia exterior;
- Hort16A o Zespri Gold, la primera variedad de kiwi amarillo;
- JB Gold o Kiwi Kiss, altamente productiva y de gran tamaño
- Jintao o Jin Gold, altamente productiva, de menos tamaño que Hort16A y de origen chino;
- Soreli, altamente productiva, de origen italiano;
- SunGold, pariente de la Zespri Gold desarrollado por Zespri;